# دهه ۶۱۰ (پیش از میلاد)

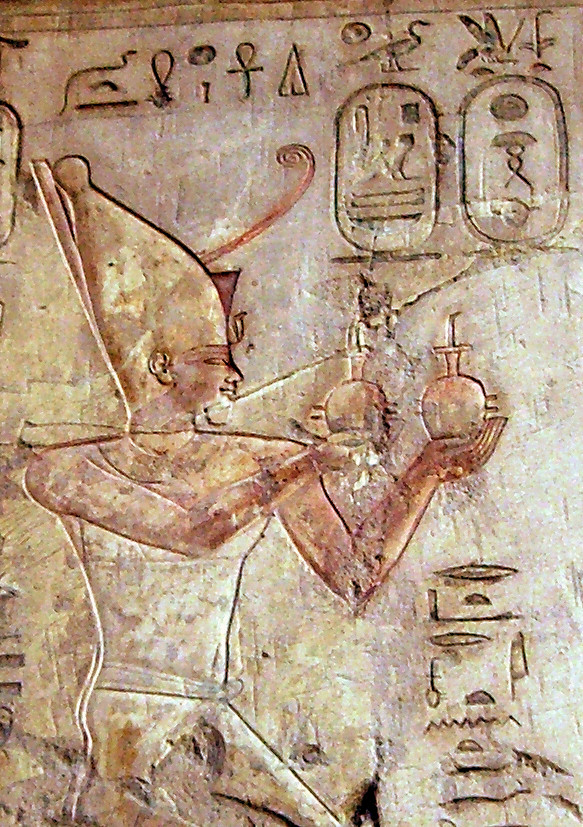
سنگ نبشته ای در دهه ۶۱۰ قبل از میلاد

دهه ۶۱۰ (پیش از میلاد) ۶۱مین دهه قبل از مبدا شروع تقویم میلادی است.